# Tipula metacomet
Tipula metacomet är en tvåvingeart som beskrevs av Alexander 1965. Tipula metacomet ingår i släktet Tipula och familjen storharkrankar. Inga underarter finns listade i Catalogue of Life.